# Beabadoobee
Beatrice Kristi Laus, née le 3 juin 2000 à Iloílo (Philippines), aussi connue sous le nom de Bea Kristi ou Beabadoobee, est une artiste compositrice-interprète philippino-britannique de rock indépendant. Depuis 2018, elle a sorti 5 EP sur le label Dirty Hit. En septembre 2024, Beabadoobee cumule plus de 4 milliards d'écoute en streaming sur Spotify. Elle est nommée pour le prix Rising Star à l'édition 2020 des Brit Awards, et est mentionnée dans le bilan annuel : Sound of 2020 de la BBC.

## Jeunesse
Bea Kristi Laus est née le 3 juin 2000 à Iloílo aux Philippines, et s'installe à Londres avec ses parents à l'âge de 3 ans,. Elle grandit dans l'ouest de Londres, à l'écoute de musique philippine ainsi que de pop et rock des années 1980. Alors qu'elle est adolescente, elle écoute du  rock indépendant, y compris Karen O, Yeah Yeah Yeahs, Florist et Alex G. Elle entre à la Sacred Heart High School et à l'Hammersmith Academy,. Kristi passe sept ans à apprendre à jouer du violon, avant d'obtenir sa première guitare de seconde main, à l'âge de 17 ans. Elle apprend elle-même à en jouer à l'aide de tutoriels sur YouTube. Elle s'inspire de Kimya Dawson et de la bande originale du film Juno pour commencer à composer.

## Carrière

### 2017-2019:Lice,Patched Up,LovewormetSpace Cadet
La première chanson écrite par Kristi sur sa guitare est Coffee. Elle sort la chanson accompagnée d'une reprise de Karen O The Moon Song en septembre 2017. Coffee réalise 300 000 vues sur YouTube, elle attire l'attention du label Dirty Hit. Il s'ensuit la sortie de son premier EP Lice en mars 2018 et son second EP Patched Up en décembre 2018,.
En janvier 2019, Kristi est placée avec Billie Eilish sur la liste des Essential New Artists for 2019 du magazine NME.
Début 2019, elle sort son troisième EP intitulé Loveworm,. En juillet 2019, Kristi sort une version acoustique de l'EP et l'intitule Loveworm (Bedroom Sessions). En août 2019, Kristi atteint plus de 36 millions d'écoutes en streaming sur Spotify, selon The Prelude Press . 
En septembre 2019, elle joue en première partie de la tournée Immunity tour de Clairo,. Kristi signe avec le label Dirty Hit, où elle sort son quatrième EP, Space Cadet, en octobre 2019. L'EP à 5 titres inclut des chansons comme She Plays Bass, I Wish I Was Stephen Malkmus, et la chanson titre de l'EP. Kristi fait la couverture du NME le 25 octobre 2019.
Beabadoobee est sélectionnée pour le prix Rising Star aux  Brit Awards 2020, un prix qui a récompensé des noms comme Adele, Florence and the Machine, Ellie Goulding et Sam Smith.
En février 2019, un extrait de sa chanson Coffee est utilisé sur le single de Powfu Death Bed (Coffee for Your Head). Un an plus tard, la chanson devient un sleeper hit après être devenue virale sur l'application TikTok. La chanson atteint le top 20 dans de nombreux pays, dont l'Australie, l'Italie, la Nouvelle-Zélande et le Royaume-Uni. 
En novembre 2019, Kristi sort l'EP Spotify Singles, incluant une reprise de Don't You Forget About Me de Simple Minds, ainsi qu'une version de She Plays Bass enregistrée aux studios Abbey Road à Londres,. 
En décembre 2019, Beabadoobee est sélectionnée pour le sondage annuel de la BBC auprès des critiques de musique : Sound of 2020.

### 2020 à aujourd'hui:Fake It Flowers,Last Day On Earth, etBeatopia
En février 2020, Beabadoobee se produit aux NME Awards 2020 après avoir remporté le Radar Award. Elle passe en première partie de ses camarades de label The 1975 lors de leur tournée britannique Music for Cars en février 2020, ainsi que leur tournée en Amérique du Nord Notes on a Conditional Form en avril 2020 . Cependant, elle est reportée en raison de la pandémie de COVID-19. 
En avril 2020, la chanson Death Bed (Coffee for Your Head) entre dans le Top 5 au Royaume-Uni, en Nouvelle-Zélande ainsi qu'en Australie, où elle est passée disque de platine. 
Beabadoobee sort le 16 octobre 2020 son premier album studio Fake It Flowers.

Beabadoobee dévoile le 24 mars 2021 le single Last Day On Earth, produit et coécrit par Matty Healy et George Daniel de The 1975. L'artiste annonce que le single est extrait de son EP Our Extended Play, qu'elle dit avoir écrit avec ses compagnons de label « à la campagne » : 
« Je voulais expérimenter encore plus sur les sons et les sonorités et l'EP amène un sentiment de cohésion... qui montre combien nous sommes tous unis dans cette aventure. »
Son deuxième album, Beatopia, sort le 15 juillet 2022.
Elle se produit en France au festival "Rock en Seine", l'été 2022.

## Influences
Kristi cite Elliott Smith, The Moldy Peaches, Pavement, Mazzy Star, The Beatles, Simon and Garfunkel et Daniel Johnston, parmi ses influences musicales,. Kristi a indiqué à Vice qu'à l'avenir elle prévoit de composer des bandes originales de films, car cela l'a fortement inspirée à faire de la musique.
À propos de son parcours et de l'utilisation de YouTube pour réussir, elle déclare :
« Ma famille asiatique très traditionnelle avait une façon classique de penser : « jouer d'un instrument dans un orchestre » ou « être médecin ». Aujourd'hui, les gens commencent à composer des sons sur un ordinateur portable, mais j'espère que j'encourage les jeunes à prendre la guitare et à faire du rock ! Les tutoriels sur YouTube sont un excellent moyen de développer votre propre style et d'avancer à votre propre rythme. »

## Discographie

### Albums studio
- 2020 : Fake it Flowers
- 2022 : Beatopia
- 2024 : This Is How Tomorrow Moves

### EPs
- 2018 : 
  - Lice
  - Patched Up
- 2019 : 
  - Loveworm
  - Loveworm (Bedroom Sessions)
  - Space Cadet
  - Spotify Singles
- 2021 : Our Extended Play
- 2024 : Ever Seen

### Singles
- 2017 : 
  - Coffee
  - The Moon Song
- 2018 : 
  - Susie May
  - Dance with Me
- 2019 : 
  - If You Want To
  - Disappear
  - She Plays Bass
  - I Wish I Was Stephen Malkmus
- 2020 : 
  - Care
  - Sorry
  - Worth It
- 2021 : Last Day On Earth
- 2022 : 
  - Talk
  - See you Soon
  - Lovesong
  - 10:36
- 2023 : 
  - Glue Song (en duo avec Clairo)
  - The way things go
  - A Night To Remember (en duo avec Laufey)
- 2024 : Take A Bite